# Château Léoville Las Cases

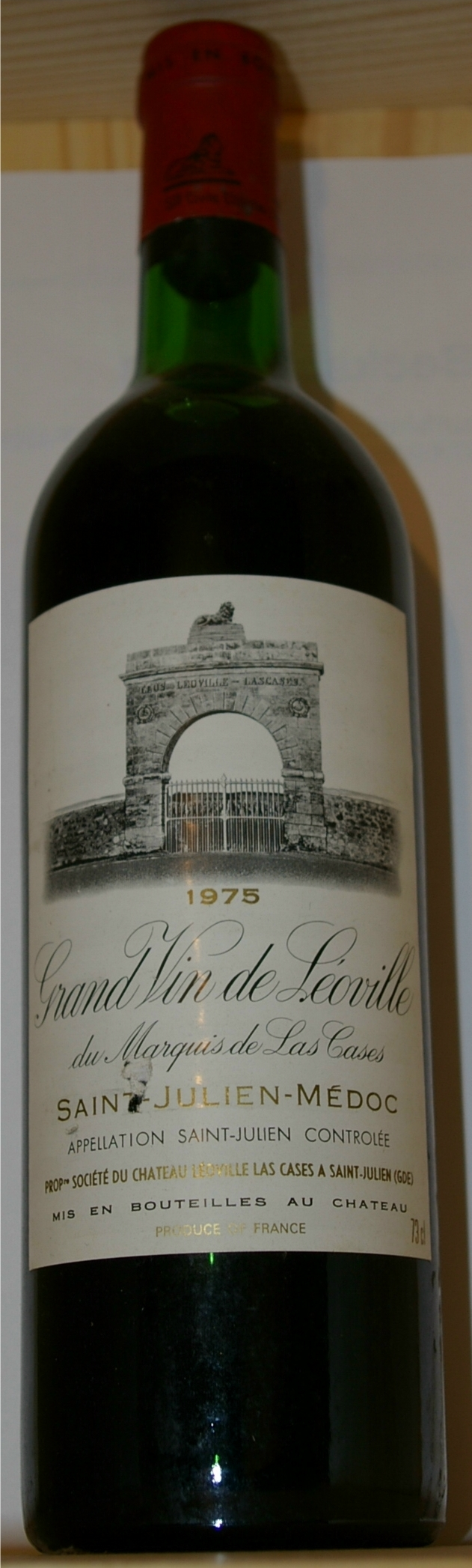
Léoville Las Cases 1975

Château Léoville Las Cases (ook wel gespeld als Léoville-Las-Cases) is een wijndomein in Bordeaux en een tweede cru uit het classificatiesysteem voor Bordeauxwijn van 1855. Het ligt in het dorp Saint-Julien. De landerijen van dit château vormen de kern van het oorspronkelijke Léoville en beslaat ongeveer de helft van de oorspronkelijke oppervlakte. De totale oppervlakte van de wijngaarden is ongeveer 95 ha met een aanplant van cabernet sauvignon (65%), merlot (19%), cabernet franc (13%) en petit verdot (3%). De gemiddelde leeftijd van de wijnstokken is 32 jaar. De gemiddelde productie per jaar is 30.000 kisten van twaalf flessen.

## Geschiedenis van het château
Léoville Las Cases werd in 1638 gebouwd op de top van een aardwal met veel grind, omringd door moeras (waar de Médoc in die periode hoofdzakelijk uit bestond). Tot dat moment stond op deze plaats het landgoed Mont-Moytié. "Mont" verwijst naar de aardwal met grind, "Moytié" naar de rijke dorpeling die het landgoed bezat. De familie Moytié plantte hier de eerste wijnstokken in de laatste jaren van de 17e eeuw. Oorspronkelijk was het domein onderhorig aan de seigneurie van Lamarque, maar het verwierf onafhankelijkheid in 1707 toen het werd gekocht door Jean de Moytié, president van de financieel ambtenaren van Frankrijk. Zijn dochter trouwde met een plaatselijke parlementariër Blaise Antione Alexandre de Gasq de Léoville, degene die ook wat wij nu kennen als Château Palmer vestigde. Tegen de jaren 1740 was Château Léoville, zoals het toen werd genoemd, reeds een van de leidende wijngaarden na de premier crus. Blaise Alexandre had zelf geen kinderen, dus in de jaren 1770 ging Léoville over in handen van zijn vier neven. Een van hen ontvluchtte het land tijdens de Franse Revolutie - waardoor zijn erfdeel verbeurd werd verklaard - en zorgde hierdoor voor de eerste afscheiding van Léoville in een afzonderlijke wijn: Château Léoville Barton. In 1840 leidde een familievete tussen de toenmalige markies de Las Cases en zijn zus, de barones De Poyferré de Cerès, ertoe dat een volgend deel verloren ging.
In 1900 was de laatste markies, Gabriel de Las Cases, in financiële nood. Hij verkocht een deel van zijn aandelen aan diverse handelaren in Bordeaux en een deel aan Théophile Skavinski, manager van Léoville Las Cases en een aantal andere landgoederen waarvan de eigenaren afwezig waren of geen interesse hadden zelf zaken te regelen. Gedurende de 30 jaar daarna versterkte Skavinski zijn positie door een meerderheidsaandeel te verwerven, een proces dat werd voortgezet door zijn opvolgers, de familie Delon.
Wijlen Michel Delon nam het roer van zijn vader over in 1975. Vooral door een uiterst strenge selectie (zelden gaat meer dan 40% van de druiven in de grand vin) en nauwgezette vinificatie heeft hij de kwaliteit van deze "Super Second" verhoogd naar het niveau van de eerste cru's (net als de prijzen). Er zijn aanwijzingen dat Jean-Hubert, de zoon en opvolger van Michel Delon, de strengheid van de wijn probeert te verzachten, overigens zonder op enige wijze de concentratie en diepte van de wijn te verliezen.